# اندی لیناین
اندی لیناین (انگلیسی: Andy Linighan؛ زادهٔ ۱۸ ژوئن ۱۹۶۲) بازیکن فوتبال اهل بریتانیا است.
از باشگاه‌هایی که در آن بازی کرده‌است می‌توان به باشگاه فوتبال آرسنال، باشگاه فوتبال آکسفورد یونایتد، باشگاه فوتبال اولدهام اتلتیک، باشگاه فوتبال هارتل پول یونایتد، باشگاه فوتبال لیدز یونایتد، باشگاه فوتبال نوریچ سیتی، باشگاه فوتبال کویینز پارک رنجرز، باشگاه فوتبال سنت آلبنز سیتی، باشگاه فوتبال کریستال پالاس، و باشگاه فوتبال آکسفورد یونایتد اشاره کرد.